# کوه ددزا
کوه ددزا (به لاتین: Dedza Mountain) یک کوه در مالاوی است که در مالاوی واقع شده‌است. کوه ددزا ۲٬۱۹۸ متر بالاتر از سطح دریا واقع شده‌است.